# BLACKSHOT
BLACKSHOT（ブラックショット）は、韓国のVertigo Gamesが開発した、オンラインマルチプレイFPS。韓国や、日本でサービスが行われた。
日本での運営はC&Cメディア株式会社が行っており、2009年6月29日に正式サービスが始まったが、2010年12月15日11：00をもって終了した。